# NHL Heritage Classic 2014

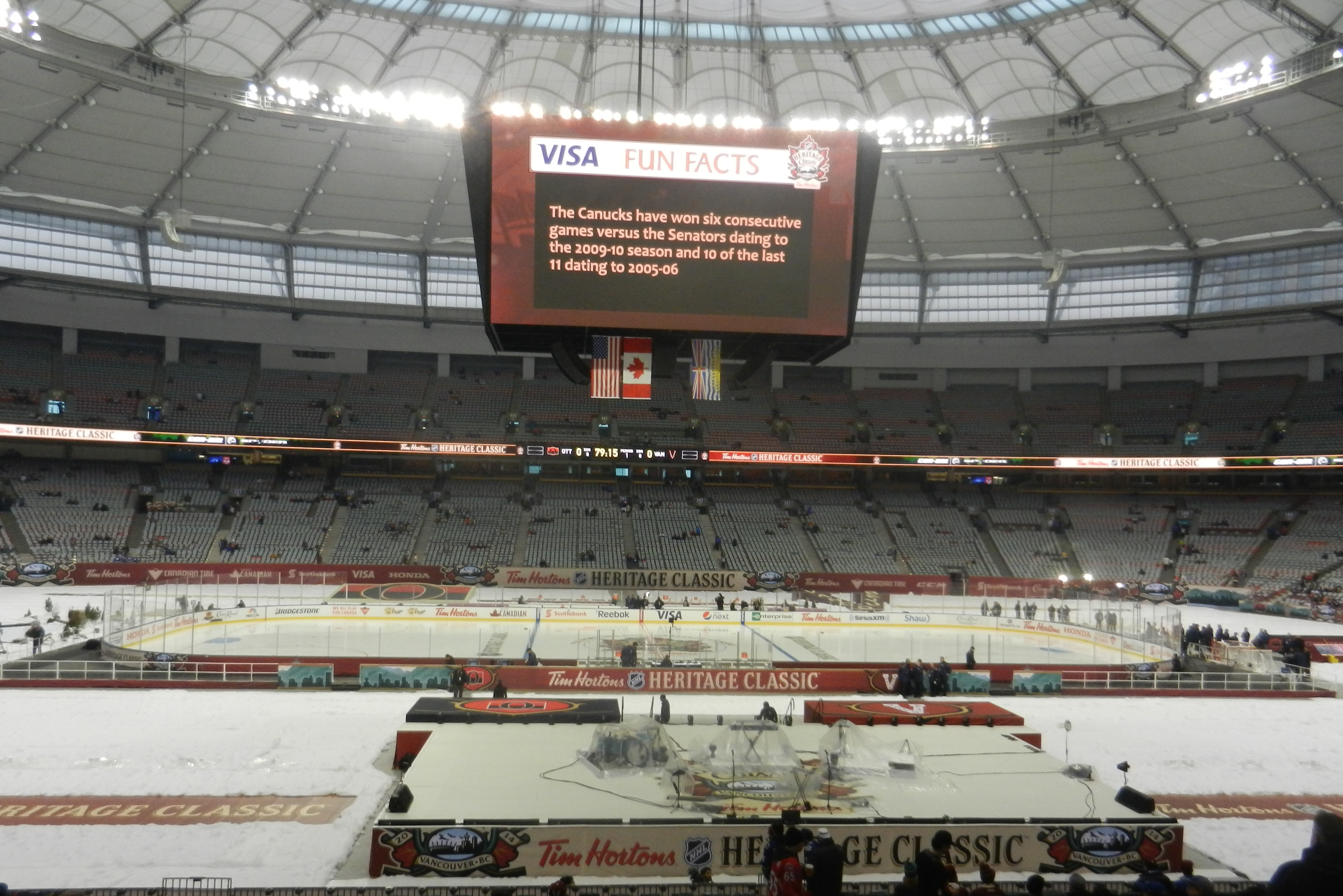
Panoramabild inför eventet NHL Heritage Classic 2016 i BC Place.

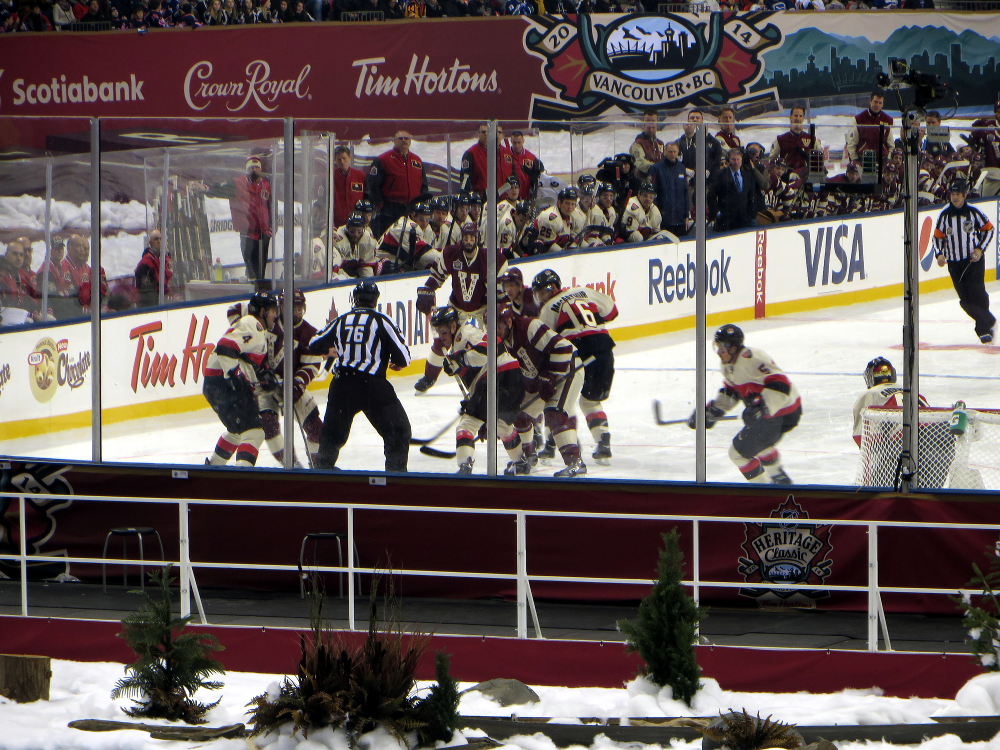
Lagen vid en tekning i Ottawa Senators försvarszon.

Tim Hortons NHL Heritage Classic 2014 var ett sportarrangemang i den nordamerikanska ishockeyligan National Hockey League (NHL) där en grundspelsmatch spelades mellan Vancouver Canucks och Ottawa Senators i BC Place i Vancouver, British Columbia i Kanada den 2 mars 2014.

## Matchen

### Laguppställningarna
| Vänsterforwards     | Centrar          | Högerforwards     |
| ------------------- | ---------------- | ----------------- |
| Daniel Sedin (A)    | Henrik Sedin (C) | Alexandre Burrows |
| Christopher Higgins | Ryan Kesler      | Jannik Hansen     |
| David Booth         | Brad Richardson  | Zack Kassian      |
| Tom Sestito         | Zac Dalpe        | Raphael Díaz      |
| Backar              |                  | Backar            |
| Alexander Edler     |                  | Christopher Tanev |
| Dan Hamhuis         |                  | Jason Garrison    |
| Ryan Stanton        |                  | Kevin Bieksa (A)  |
|                     | Målvakter        |                   |
|                     | Eddie Läck       |                   |
|                     | Roberto Luongo   |                   |
|                     | Tränare          |                   |
|                     | John Tortorella  |                   |

| Vänsterforwards    | Centrar           | Högerforwards  |
| ------------------ | ----------------- | -------------- |
| Milan Michálek     | Jason Spezza (C)  | Cory Conacher  |
| Clarke MacArthur   | Kyle Turris       | Erik Condra    |
| Mike Hoffman       | Mika Zibanejad    | Bobby Ryan     |
| Colin Greening     | Zack Smith        | Chris Neil (A) |
| Backar             |                   | Backar         |
| Marc Methot        |                   | Erik Karlsson  |
| Patrick Wiercioch  |                   | Eric Gryba     |
| Chris Phillips (A) |                   | Cody Ceci      |
|                    | Målvakter         |                |
|                    | Frederik Andersen |                |
|                    | Robin Lehner      |                |
|                    | Tränare           |                |
|                    | Paul MacLean      |                |

### Resultatet
|  | 2 mars 2014 | Vancouver Canucks | 2 – 4 | Ottawa Senators | BC Place | |
|  |             | Första perioden: Jason Garrison (PP) (4:54) Assists: Hamhuis, Hansen Zack Kassian (11:27) Andra perioden: — Tredje perioden: — |       | Första perioden: (15:15) Clarke MacArthur Assists: Condra, Gryba (17:03) (PP) Erik Karlsson Assist: MacArthur Andra perioden: (10:11) Cody Ceci Assists: Spezza, Michálek Tredje perioden: (18:27) Colin Greening Assists: Neil, Smith | Vancouver, British Columbia, Kanada Publik: 54 194 Domare: Tom Kowal, Steve Kozari Linjedomare: Michael Cormier, Brad Lazarowich | Vancouver, British Columbia, Kanada Publik: 54 194 Domare: Tom Kowal, Steve Kozari Linjedomare: Michael Cormier, Brad Lazarowich |
|  |             | |       | | Vancouver, British Columbia, Kanada Publik: 54 194 Domare: Tom Kowal, Steve Kozari Linjedomare: Michael Cormier, Brad Lazarowich | Vancouver, British Columbia, Kanada Publik: 54 194 Domare: Tom Kowal, Steve Kozari Linjedomare: Michael Cormier, Brad Lazarowich |
|  |             | |       | | Vancouver, British Columbia, Kanada Publik: 54 194 Domare: Tom Kowal, Steve Kozari Linjedomare: Michael Cormier, Brad Lazarowich | Vancouver, British Columbia, Kanada Publik: 54 194 Domare: Tom Kowal, Steve Kozari Linjedomare: Michael Cormier, Brad Lazarowich |

#### Matchstatistik
|                     | Vancouver Canucks | Ottawa Senators |
| ------------------- | ----------------- | --------------- |
| Powerplay           | 1/3               | 1/3             |
| Tacklingar          | 25                | 17              |
| Vunna tekningar (%) | 55                | 45              |
| Blockerade skott    | 8                 | 12              |
| Utvisningsminuter   | 12                | 12              |

| Period | Vancouver Canucks | Ottawa Senators |
| ------ | ----------------- | --------------- |
| Första | 12                | 10              |
| Andra  | 8                 | 12              |
| Tredje | 11                | 6               |
| Totalt | 31                | 28              |

#### Utvisningar
| Spelare           | Utvisning               | Utvisningsminuter | Tid             |
| Första perioden   | Första perioden         | Första perioden   | Första perioden |
| ----------------- | ----------------------- | ----------------- | --------------- |
| Ryan Stanton      | Tripping                | 2:00              | 16:03           |
| Andra perioden    |                         |                   |                 |
| Jannik Hansen     | Filmning                | 2:00              | 5:29            |
| Zack Kassian      | Roughing                | 2:00              | 15:09           |
| Tredje perioden   |                         |                   |                 |
| Tom Sestito       | Osportsligt uppträdande | 2:00              | 1:41            |
| Alexandre Burrows | Roughing                | 2:00              | 5:38            |
| Brad Richardson   | Tripping                | 2:00              | 15:47           |
| Källa:            |                         |                   |                 |

| Spelare                                            | Utvisning               | Utvisningsminuter | Tid             |
| Första perioden                                    | Första perioden         | Första perioden   | Första perioden |
| -------------------------------------------------- | ----------------------- | ----------------- | --------------- |
| Colin Greening                                     | Hög klubba              | 2:00              | 3:17            |
| Chris Neil                                         | Hög klubba              | 2:00              | 8:44            |
| Andra perioden                                     |                         |                   |                 |
| Eric Gryba                                         | Hakning                 | 2:00              | 5:29            |
| Tredje perioden                                    |                         |                   |                 |
| Chris Neil                                         | Osportsligt uppträdande | 2:00              | 1:41            |
| Chris Phillips                                     | Roughing                | 2:00              | 5:38            |
| Eric Gryba                                         | Hög klubba              | 2:00              | 14:11           |
| Termer: Förseelser som leder till utvisningsstraff |                         |                   |                 |

### Statistik

#### Vancouver Canucks

##### Utespelare
| Spelare             | Mål | Assists | Poäng | +/− | Utvisningsminuter | Skott | Vunna tekningar (%) | Tacklingar | Tid på isen |
| ------------------- | --- | ------- | ----- | --- | ----------------- | ----- | ------------------- | ---------- | ----------- |
| Jason Garrison      | 1   | 0       | 1     | -1  | 0                 | 1     | —                   | 0          | 17:31       |
| Zack Kassian        | 1   | 0       | 1     | +1  | 2                 | 3     | —                   | 1          | 15:05       |
| Dan Hamhuis         | 0   | 1       | 1     | -1  | 0                 | 1     | —                   | 1          | 24:25       |
| Jannik Hansen       | 0   | 1       | 1     | -1  | 2                 | 3     | —                   | 3          | 23:26       |
| Kevin Bieksa        | 0   | 0       | 0     | -1  | 0                 | 2     | —                   | 2          | 21:43       |
| David Booth         | 0   | 0       | 0     | +1  | 0                 | 0     | —                   | 1          | 11:08       |
| Alexandre Burrows   | 0   | 0       | 0     | -1  | 2                 | 3     | —                   | 1          | 17:15       |
| Zac Dalpe           | 0   | 0       | 0     | -1  | 0                 | 0     | 43                  | 2          | 7:46        |
| Raphael Díaz        | 0   | 0       | 0     | -1  | 0                 | 0     | —                   | 0          | 6:00        |
| Alexander Edler     | 0   | 0       | 0     | -1  | 0                 | 4     | —                   | 3          | 20:47       |
| Christopher Higgins | 0   | 0       | 0     | -2  | 0                 | 2     | —                   | 0          | 21:59       |
| Ryan Kesler         | 0   | 0       | 0     | -1  | 0                 | 4     | 47                  | 4          | 25:01       |
| Brad Richardson     | 0   | 0       | 0     | 0   | 2                 | 2     | 80                  | 1          | 11:19       |
| Daniel Sedin        | 0   | 0       | 0     | 0   | 0                 | 1     | —                   | 0          | 6:10        |
| Henrik Sedin        | 0   | 0       | 0     | -1  | 0                 | 0     | 61                  | 2          | 19:34       |
| Tom Sestito         | 0   | 0       | 0     | -1  | 2                 | 2     | —                   | 2          | 6:40        |
| Ryan Stanton        | 0   | 0       | 0     | 0   | 2                 | 3     | —                   | 2          | 15:07       |
| Christopher Tanev   | 0   | 0       | 0     | 0   | 0                 | 0     | —                   | 0          | 19:16       |
| Källa:              |     |         |       |     |                   |       |                     |            |             |

##### Målvakt
| Spelare    | Skott mot sig | Räddningar | Insläppta mål | Räddningsprocent | Utvisningsminuter | Tid på isen |
| ---------- | ------------- | ---------- | ------------- | ---------------- | ----------------- | ----------- |
| Eddie Läck | 27            | 24         | 3             | 0,889            | 0                 | 58:48       |
| Källa:     |               |            |               |                  |                   |             |

#### Ottawa Senators

##### Utespelare
| Spelare           | Mål | Assists | Poäng | +/− | Utvisningsminuter | Skott | Vunna tekningar (%) | Tacklingar | Tid på isen |
| ----------------- | --- | ------- | ----- | --- | ----------------- | ----- | ------------------- | ---------- | ----------- |
| Clark MacArthur   | 1   | 1       | 2     | +1  | 0                 | 3     | —                   | 0          | 15:59       |
| Cody Ceci         | 1   | 0       | 1     | +2  | 0                 | 1     | —                   | 0          | 19:22       |
| Colin Greening    | 1   | 0       | 1     | +1  | 2                 | 2     | 100                 | 3          | 13:02       |
| Erik Karlsson     | 1   | 0       | 1     | -1  | 0                 | 2     | —                   | 1          | 26:56       |
| Erik Condra       | 0   | 1       | 1     | +1  | 0                 | 2     | 0                   | 0          | 12:37       |
| Eric Gryba        | 0   | 1       | 1     | +1  | 4                 | 1     | —                   | 1          | 14:21       |
| Milan Michálek    | 0   | 1       | 1     | 0   | 0                 | 1     | —                   | 0          | 15:41       |
| Chris Neil        | 0   | 1       | 1     | +1  | 4                 | 1     | —                   | 5          | 10:28       |
| Zack Smith        | 0   | 1       | 1     | +1  | 0                 | 3     | 47                  | 1          | 12:52       |
| Jason Spezza      | 0   | 1       | 1     | 0   | 0                 | 2     | 56                  | 0          | 16:36       |
| Cory Conacher     | 0   | 0       | 0     | 0   | 0                 | 0     | —                   | 0          | 9:54        |
| Mike Hoffman      | 0   | 0       | 0     | 0   | 0                 | 1     | —                   | 1          | 14:28       |
| Marc Methot       | 0   | 0       | 0     | -1  | 0                 | 0     | —                   | 2          | 25:11       |
| Chris Phillips    | 0   | 0       | 0     | +2  | 2                 | 1     | —                   | 1          | 18:02       |
| Bobby Ryan        | 0   | 0       | 0     | 0   | 0                 | 1     | —                   | 1          | 16:36       |
| Kyle Turris       | 0   | 0       | 0     | +1  | 0                 | 3     | 53                  | 0          | 17:12       |
| Patrick Wiercioch | 0   | 0       | 0     | +1  | 0                 | 2     | —                   | 0          | 13:43       |
| Mika Zibanejad    | 0   | 0       | 0     | 0   | 0                 | 1     | 8                   | 1          | 15:23       |
| Källa:            |     |         |       |     |                   |       |                     |            |             |

##### Målvakt
| Spelare        | Skott mot sig | Räddningar | Insläppta mål | Räddningsprocent | Utvisningsminuter | Tid på isen |
| -------------- | ------------- | ---------- | ------------- | ---------------- | ----------------- | ----------- |
| Craig Anderson | 31            | 29         | 2             | 0,935            | 0                 | 60:00       |
| Källa:         |               |            |               |                  |                   |             |